# Bokking

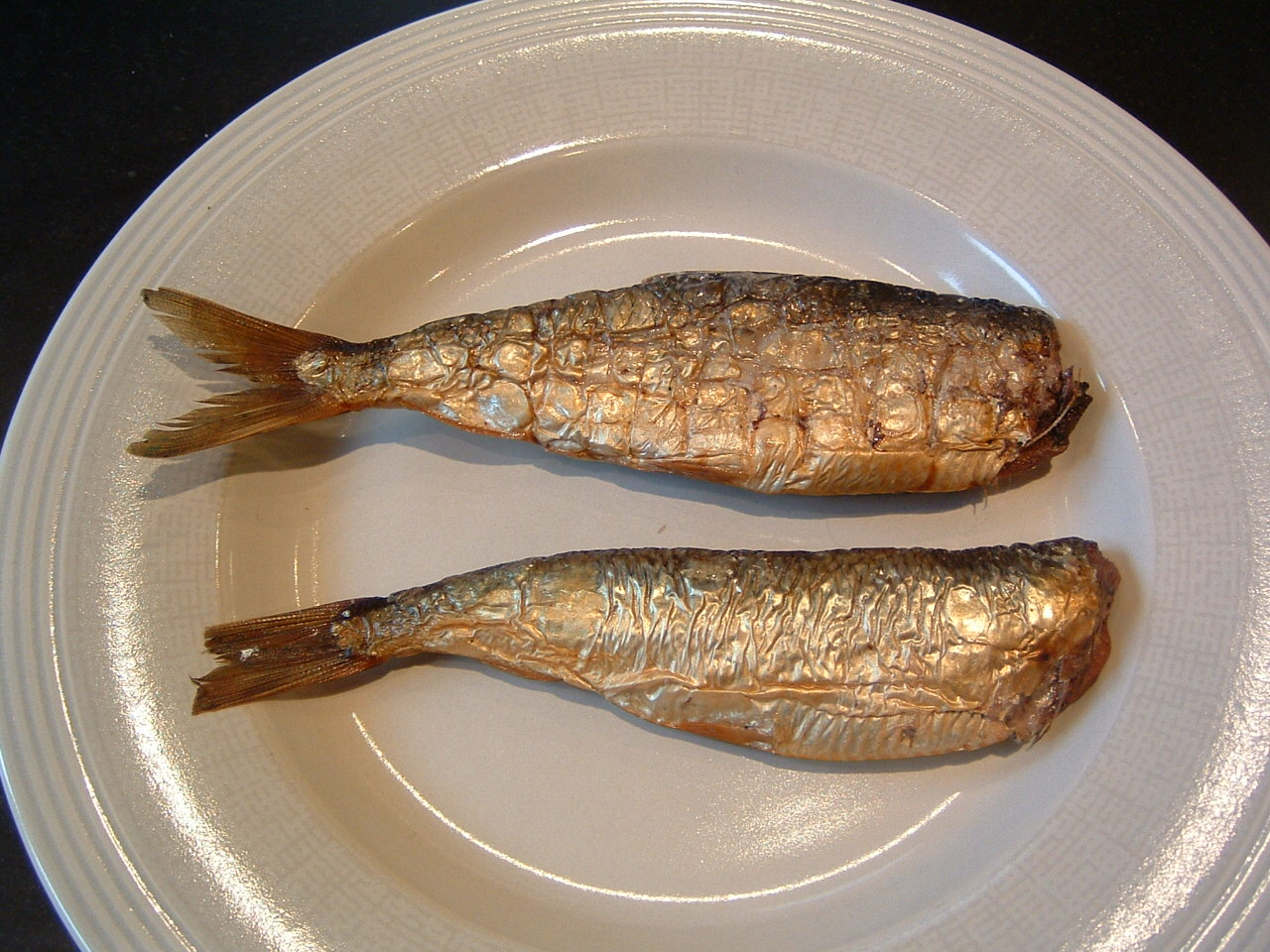
Bokking

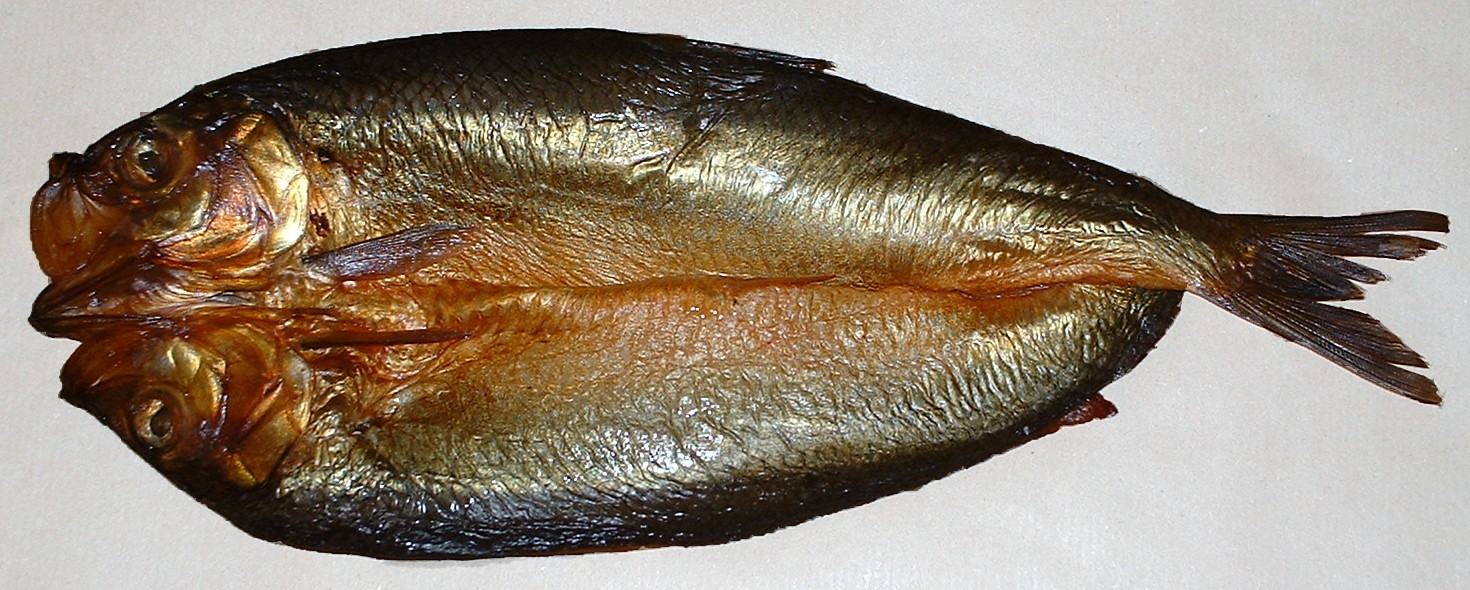
Kipper

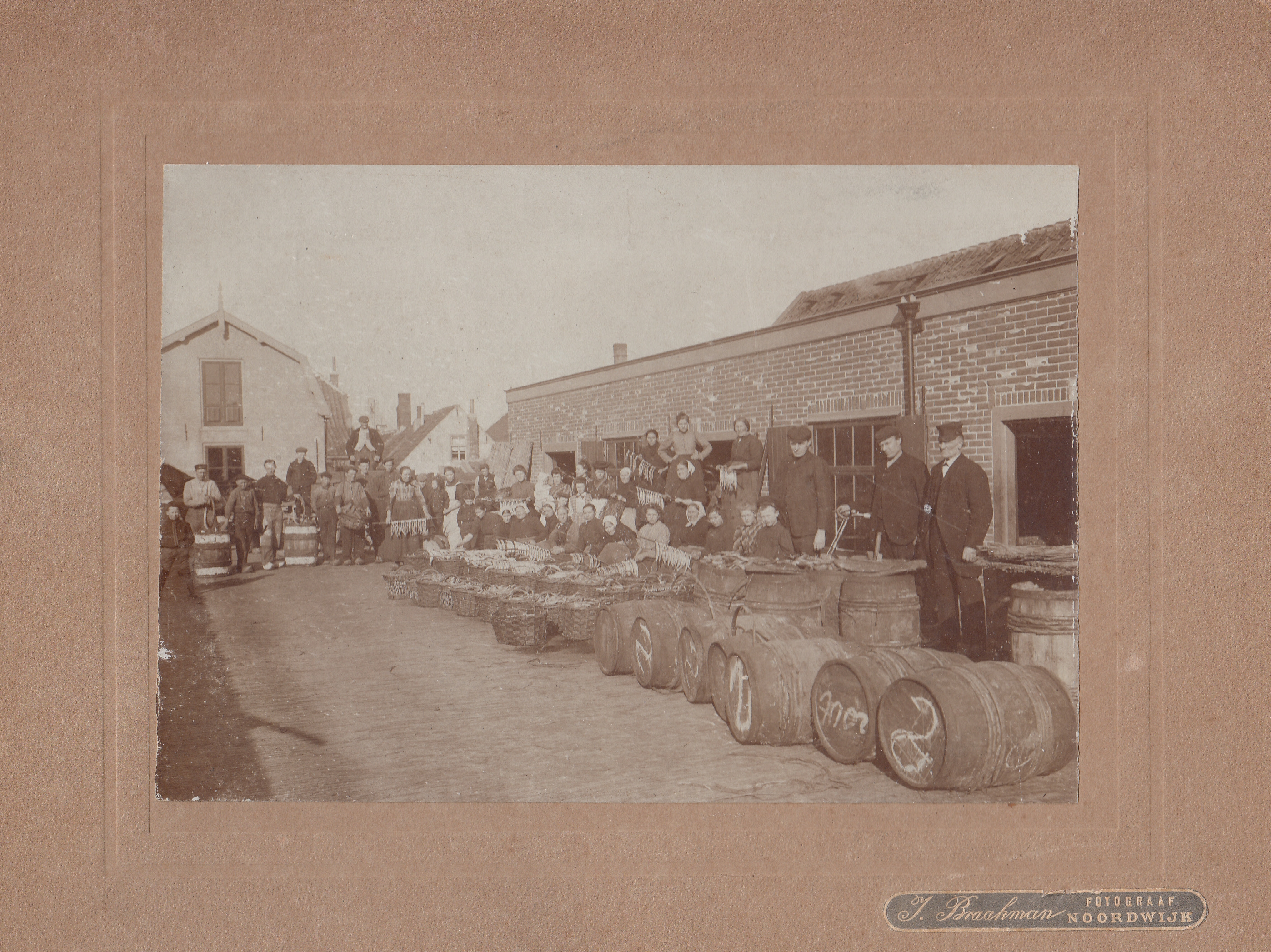
Haringrokerij Admiraal te Noordwijk aan Zee, ca. 1895. Foto J. Braakman

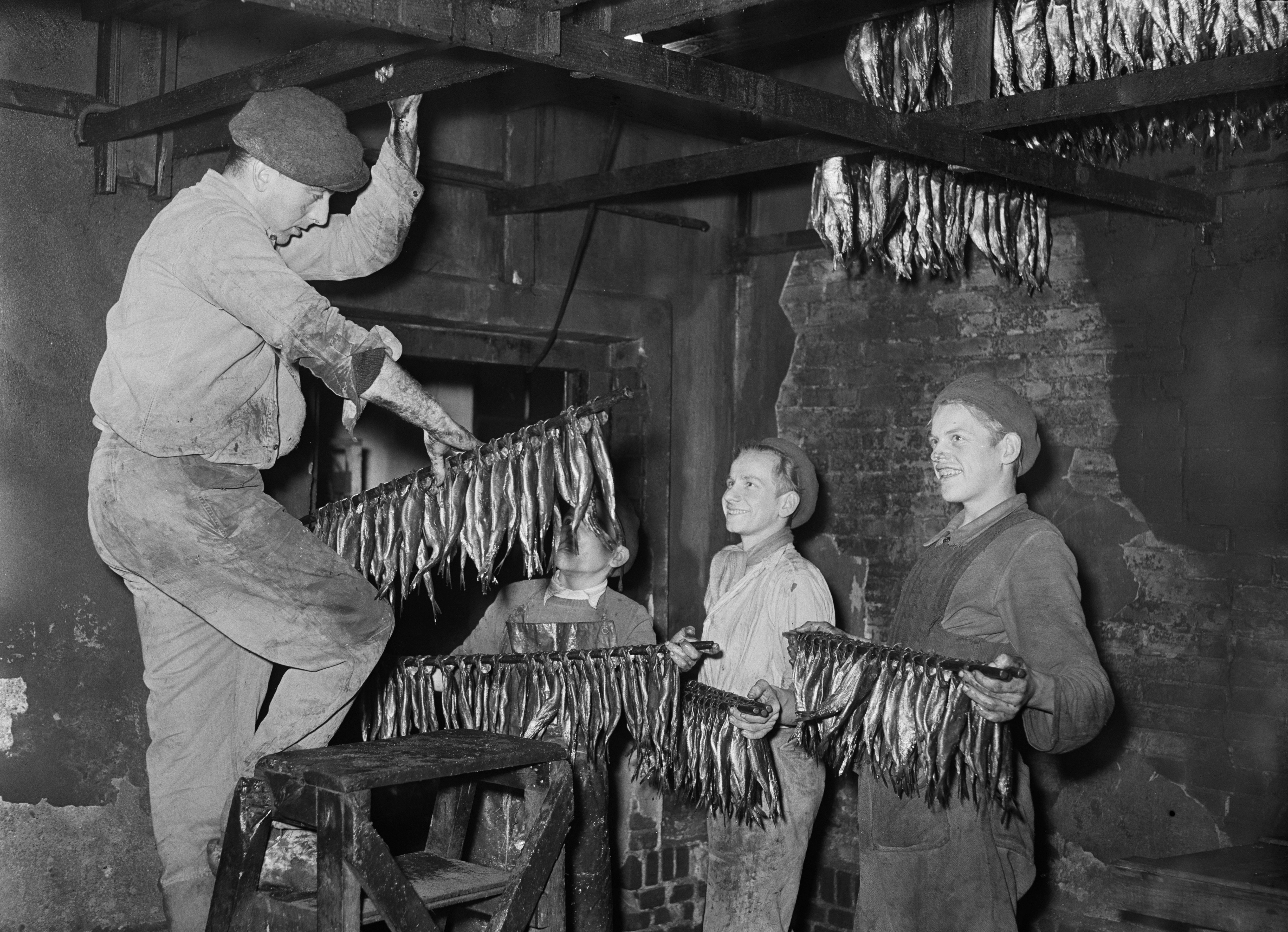
Bokkingrokers te IJmuiden in 1951

Bokking of bokkem is een op een bepaalde manier gerookte haring.

## Definitie
Bokking is een gerookte en gezouten haring. In het Engels wordt bokking ook wel bloater genoemd, maar bloater is ook de naam voor Coregonus hoyi en houtingen die vaak gerookt worden verkocht. De term bokking wordt enkel gebruikt voor de variëteit gemaakt van haring.
In het Engels is bloater een kipper die niet is schoongemaakt en nog alle ingewanden, inclusief hom of kuit, bevat.

## Soorten
Bij gebrek aan conserveringsmogelijkheden waren tot het eind van de negentiende eeuw bokkingen in drie soorten verkrijgbaar: laffe, taaie en harde bokking. Laffe bokking was slechts kort gerookt en enkele dagen houdbaar, taaie bokking enkele weken en harde bokking enkele maanden. Vooral de harde bokking werd in miljoenen stuks geëxporteerd, vooral naar Duitsland.
Bokkingen worden onderverdeeld in spekbokking, koudgerookt, vaak groot en dik en gevuld met hom of kuit (eitjes); en stoombokking, warmgerookt. Koud roken gebeurt bij 27 graden gedurende langere tijd, warm roken gebeurt bij 74 graden, hooguit enkele uren.

Ook is er bakbokking of panharing, een gebakken haring.
Verwante bewerkingen van haring zijn de kipper, opengeklapt en warm gerookt, en de brado, koud gerookte haringfilets.

## Afname populariteit
Bokking is eeuwenlang volksvoedsel nummer één geweest, goedkoop verkrijgbaar en lang houdbaar. Door de verlaging van de vleesprijzen aan het einde van de negentiende eeuw verdween deze positie. Spekbokking en bakbokking zijn vaak nog wel verkrijgbaar bij Nederlandse viswinkels, maar leiden op het menu een marginaal bestaan. Culinair zijn er veel mogelijkheden met bokking.

## Trivia
- De band Bukkes dankt zijn naam aan het Spakenburgse woord voor de bokking. Bukkes zingt in het Spakenburgs dialect.
- Het Bossche cabaretduo Spekbokking heeft zijn naam ontleend aan het gelijknamige gerecht.
- BLØF en Geike Arnaert zingen in het nummer Zoutelande over bokking.
- In diverse plaatsen en buurten in Nederland wordt de term bokkem vaak gebruikt, zoals in de Amsterdamse volksbuurten en in Katwijk aan Zee.
- De uitdrukking "zo stijf als een bokkem" (soms ook bokking of bokkum) over iemand met stramme ledematen.